# Rising Star - A Próxima Estrela
Rising Star - A Próxima Estrela  foi a versão portuguesa do programa de talentos israelita Rising Star. Foi a 3.ª versão internacional a ser estreada, após a brasileira Superstar. O programa foi apresentado por Leonor Poeiras e por Pedro Teixeira. O júri era composto por quatro elementos: Pedro Ribeiro, Cuca Roseta, Rita Guerra e Carlão.

## Programa
Rising Star - A Próxima Estrela é uma adaptação do formato original israelita Rising Star, exibido no Channel 2. Neste programa, os concorrentes/grupos têm de subir ao palco, cantar e passar pelas várias etapas do programa até se consagrarem os vencedores. O palco é fechado por um grande ecrã e só após este subir é que o concorrente (ou grupo) sabe que passou para a fase seguinte do programa. O ecrã só sobe quando o concorrente (ou grupo) recebe 70% dos votos do total do público a votar.

## Fases
O programa está dividido em várias fases, não necessariamente consecutivas. Cada fase tem os seus objetivos e regras.
| Fase | Nome       | Descrição |
| ---- | ---------- | --- |
| 1.ª  | Audições   | Depois das audições privadas, 37 concorrentes foram destacados para entrar na prova de audições ao vivo. Os 37 concorrentes serão ouvidos, pela primeira vez, pelo público e pelo júri, tal e qual como se fosse a sua primeira audição. |
| 2.ª  | Duelos     | Na 2.ª Fase, os 20 concorrentes que passaram são agrupados em duplas. Em cada Duelo, o 1.º membro da dupla irá cantar com o ecrã totalmente levantado. O objetivo é acumular a maior percentagem que conseguir. O 2.º membro da dupla canta imediatamente a seguir e, neste caso, para subir o ecrã e passar para a próxima fase, terá de ultrapassar a percentagem obtida na atuação do 1.º membro. O membro que tiver a menor percentagem fica em risco de abandonar o programa. No final do episódio, o júri volta a votar nos concorrentes em risco para definir o 6.º Duelo do episódio. Os dois concorrentes em risco com mais pontuação do júri enfrentam-se e o que ganhar o Duelo volta a entrar na competição. Os restantes abandonam a competição.      |
| 3.ª  | Solos      | Na 3.ª Fase, os concorrentes voltam à dinâmica inicial, onde cada um luta por si e com o objectivo de alcançar a percentagem mínima para subir o ecrã. No entanto, nesta fase a percentagem mínima passou a ser 75%. No final do programa, o júri tem a oportunidade de votar para salvar dois dos concorrentes que não tenham conseguido ultrapassar os 75%. À percentagem que obtiveram durante a atuação, cada jurado pode aumentar 7%. Os dois que obtiverem um resultado final maior, continuam na competição. |
| 4.ª  | Duelos     | Nesta fase, os concorrentes voltam a concorrer entre si da mesma forma que na 2.ª Fase do programa. Mas desta vez, vão ter a oportunidade de ser salvos: dos concorrentes em perigo de abandonar a competição, cada júri vai poder somar 7% à percentagem da atuação de dois concorrentes. No final de todas as somas, os 3 concorrentes com mais pontuação passam para a próxima fase e os restantes são submetidos ao Duelo de 2.ª Oportunidade, de onde apenas mais um vai poder ser salvo e onde apenas o voto do público conta. |
| 5.ª  | Duetos     | Nesta fase, as duplas cantam em simultâneo. Todos os concorrentes formam equipas de dois e têm de cantar a mesma música juntos, fazendo o ecrã subir a partir dos 70%. No final, os dois duetos que obtiverem a menor percentagem são sujeitos à votação de cada jurado, que irá dar mais 7% a dois dos concorrentes em risco, não tendo de pertencerem ao mesmo dueto. Dos quatro concorrentes em risco, os dois que obtiverem a percentagem final mais elevada passam e os outros dois têm uma 2.ª Oportunidade, onde apenas o público vai votar. Nesta 2.ª Oportunidade, os dois concorrentes confrontam-se num duelo e têm de escolher uma música diferente da inicial. O que obtiver a maior percentagem é salvo e o outro concorrente abandona a competição. |
| 6.ª  | Solos      | Nesta fase de Solos, a fasquia mínima necessária volta a subir para 75%. No final, os 4 concorrentes com as percentagens mais baixas (mesmo que tenham mais do que 75%) ficam em risco de sair. Novamente, cada jurado vai poder dar mais 7% a dois desses concorrentes. No final das contas, os dois com as percentagens mais elevadas são salvos e os outros dois têm uma 2.ª Oportunidade para cantar, de onde o menos votado será eliminado da competição. |
| 7.ª  | Duelos     | Dos concorrentes em perigo de abandonar a competição, cada júri vai poder somar 7% à percentagem da atuação de dois concorrentes. No final de todas as somas, o concorrente com mais pontuação passa para a próxima fase e os três restantes são submetidos ao Duelo de 2.ª Oportunidade, de onde apenas mais um vai poder ser salvo e onde apenas o voto do público conta. |
| 8.ª  | Semifinais | Nesta fase, vão ser encontrados os 4 finalistas do programa. Em cada programa, os 4 concorrentes com melhor pontuação (tenham ou não subido o ecrã) defrontam-se em duelos e têm de cantar uma música diferente da inicial. Os dois vencedores ganham um passe de passagem direta para a Final. A fasquia mínima para subir o ecrã mantém-se nos 75%. Ainda antes dos duelos, cada jurado tem mais uma oportunidade de subir 7% os resultados de um dos 4 concorrentes mais votados. Na 1.ª Semifinal o 1.º concorrente confronta o 3.º, e o 2.º concorrente confronta o 4.º. Na 2.ª Semifinal o 1.º concorrente confronta o 4.º, e o 2.º concorrente confronta o 3.º.                                                                                             |
| 9.ª  | Final      | Neste último episódio, os 4 concorrentes finalistas cantam em dueto com um cantor português convidado. Após as votações dos duetos, cada jurado tem a oportunidade de subir 7% os resultados de um dos duetos. Estes resultados finais irão decidir a ordem de atuação na 1.ª ronda de duelos: o 4.º concorrente confronta o 1.º, e o 3.º concorrente confronta o 2.º. A 1.ª ronda de duelos irá decidir quem passa para a 2.ª e última ronda, o Duelo Final, onde apenas o voto do público conta. |

## Sumário das Edições
| Edição | Ano  | Vencedor      | 2ºLugar      | 3ºLugar       | 3ºLugar     | Apresentação   | Apresentação   | Jurados       | Jurados     | Jurados | Jurados     |
| ------ | ---- | ------------- | ------------ | ------------- | ----------- | -------------- | -------------- | ------------- | ----------- | ------- | ----------- |
| 1      | 2014 | Bruno Correia | Nelson Sousa | Bruno Ribeiro | Los Romeros | Leonor Poeiras | Pedro Teixeira | Pedro Ribeiro | Cuca Roseta | Carlão  | Rita Guerra |

## Concorrentes
Legenda
     Vencedor
     2.º Lugar
     3.º Lugar
     Eliminado(a) no Top 6
     Eliminado(a) no Top 8
     Eliminado(a) no Top 9
     Eliminado(a) no Top 10
     Eliminado(a) no Top 12
     Eliminado(a) no Top 20
| Top 20 | Top 20          | Top 20            | Top 20           |
| --- | --------------- | ----------------- | ---------------- |
| Bruno Correia | Nelson Sousa    | Bruno Ribeiro     | Los Romeros      |
| Gonçalo Lopes | Martim Almeida  | Inês Ramos        | Vasco Duarte     |
| Mickael Salgado | Rúben Xavier    | Carina Cunha      | Joaquim Cunha    |
| Ana Benevides | Daniela Costa   | Alexandra Carrera | Miguel Rodrigues |
| Irina Furtado | Fernando Brites | Flávia Neto       | Jéssica Santos   |
| Nota: A itálico está o nome do concorrente que foi eliminado no Top 20 mas foi repescado na 1.ª gala do Top 12, passando automaticamente para a 2.ª gala. |                 |                   |                  |

## Audições
Legenda
✔ – Jurado(a) votou "Sim"
✗ – Jurado(a) votou "Não"
     Concorrente não alcançou os 70% e foi eliminado(a)
     Concorrente alcançou os 70%, mas não avançou para a fase seguinte

### 1.º episódio: Audições, Parte 1
| Ordem | Concorrente      | Canção                | Votação dos jurados | Votação dos jurados | Votação dos jurados | Votação dos jurados | Total |
| Ordem | Concorrente      | Canção                | Pedro               | Cuca                | Rita                | Carlão              | Total |
| ----- | ---------------- | --------------------- | ------------------- | ------------------- | ------------------- | ------------------- | ----- |
| 1     | Flávia Neto      | "Mercy"               | ✔                   | ✔                   | ✔                   | ✔                   | 86%   |
| 2     | Ana Benevides    | "Chegar a Ti"         | ✔                   | ✗                   | ✔                   | ✗                   | 71%   |
| 3     | Bruno Ribeiro    | "Show Must Go On"     | ✔                   | ✔                   | ✔                   | ✔                   | 87%   |
| 4     | Cátia Sousa      | "A Moment Like This"  | ✗                   | ✔                   | ✔                   | ✗                   | 62%   |
| 5     | João Alves       | "Ain't No Sunshine"   | ✗                   | ✗                   | ✗                   | ✔                   | 47%   |
| 6     | Adriana Santos   | "Valerie"             | ✗                   | ✗                   | ✗                   | ✗                   | 17%   |
| 7     | Gonçalo Lopes    | "Jura"                | ✔                   | ✔                   | ✔                   | ✔                   | 90%   |
| 8     | Irina Furtado    | "The Story"           | ✔                   | ✔                   | ✔                   | ✔                   | 92%   |
| 9     | Mickael Salgado  | "Guitarras de Lisboa" | ✔                   | ✔                   | ✔                   | ✔                   | 91%   |
| 10    | Inês Ramos       | "Rolling in the Deep" | ✔                   | ✔                   | ✔                   | ✔                   | 84%   |
| 11    | Nelson Sousa     | "Bed of Roses"        | ✔                   | ✔                   | ✔                   | ✔                   | 86%   |
| 12    | Miguel Rodrigues | "El Tango de Roxanne" | ✔                   | ✔                   | ✔                   | ✗                   | 74%   |

### 2.º episódio: Audições, Parte 2
| Ordem | Concorrente       | Canção                                    | Votação dos jurados | Votação dos jurados | Votação dos jurados | Votação dos jurados | Total |
| Ordem | Concorrente       | Canção                                    | Pedro               | Cuca                | Rita                | Carlão              | Total |
| ----- | ----------------- | ----------------------------------------- | ------------------- | ------------------- | ------------------- | ------------------- | ----- |
| 1     | Jéssica Sousa     | "Ó Gente da Minha Terra"                  | ✔                   | ✔                   | ✔                   | ✔                   | 82%   |
| 2     | Martim Almeida    | "Happy"                                   | ✔                   | ✔                   | ✔                   | ✔                   | 80%   |
| 3     | Kiki Feio         | "(You Make Me Feel) Like a Natural Woman" | ✗                   | ✗                   | ✗                   | ✗                   | 27%   |
| 4     | Los Romeros       | "Desfado/La Bamba"                        | ✔                   | ✔                   | ✔                   | ✔                   | 91%   |
| 5     | Sebastião Santos  | "Drive"                                   | ✗                   | ✗                   | ✗                   | ✗                   | 35%   |
| 6     | Daniela Costa     | "Respect"                                 | ✔                   | ✔                   | ✔                   | ✔                   | 88%   |
| 7     | Pedro Esteves     | "The Phantom of the Opera"                | ✗                   | ✔                   | ✔                   | ✔                   | 43%   |
| 8     | Alexandra Carrera | "Canção do Mar"                           | ✗                   | ✔                   | ✗                   | ✔                   | 80%   |
| 9     | Marco Semedo      | "The Lazy Song"                           | ✔                   | ✔                   | ✗                   | ✗                   | 34%   |
| 10    | Beatriz Lousada   | "Sunday Morning"                          | ✗                   | ✗                   | ✗                   | ✗                   | 54%   |
| 11    | Álvaro Bandeira   | "Olhos Castanhos"                         | ✔                   | ✔                   | ✔                   | ✗                   | 33%   |
| 12    | Vasco Duarte      | "Even Flow"                               | ✔                   | ✔                   | ✔                   | ✔                   | 97%   |

### 3.º episódio: Audições, Parte 3
- No 3.º Episódio, a última gala de audições, foram ouvidos 13 concorrentes e apenas os 5 concorrentes com mais pontuação é que passaram para a próxima etapa, independentemente da percentagem que obtivessem.

| Ordem | Concorrente             | Canção                            | Votação dos jurados | Votação dos jurados | Votação dos jurados | Votação dos jurados | Total |
| Ordem | Concorrente             | Canção                            | Pedro               | Cuca                | Rita                | Carlão              | Total |
| ----- | ----------------------- | --------------------------------- | ------------------- | ------------------- | ------------------- | ------------------- | ----- |
| 1     | Rúben Xavier            | "Estou Além"                      | ✔                   | ✔                   | ✔                   | ✔                   | 91%   |
| 2     | Ana Rita Ortiz          | "Someone Like You"                | ✗                   | ✔                   | ✗                   | ✔                   | 58%   |
| 3     | Bruno Correia           | "Papel Principal"                 | ✔                   | ✔                   | ✔                   | ✔                   | 88%   |
| 4     | Solange Muxanga         | "If I Ain't Got You"              | ✔                   | ✗                   | ✔                   | ✔                   | 80%   |
| 5     | Gonçalo Santos          | "Let Her Go"                      | ✗                   | ✗                   | ✗                   | ✗                   | 44%   |
| 6     | Tiago e Jonatan Ribeiro | "You Raise Me Up"                 | ✔                   | ✗                   | ✗                   | ✗                   | 52%   |
| 7     | Giulia Camargo          | "Don't Know Why"                  | ✗                   | ✗                   | ✗                   | ✗                   | 30%   |
| 8     | Maria Medeiros          | "Nunca me Esqueci de Ti"          | ✔                   | ✔                   | ✔                   | ✔                   | 75%   |
| 9     | Fernando Brites         | "Crazy Little Thing Called Love"  | ✔                   | ✔                   | ✔                   | ✔                   | 87%   |
| 10    | Carina Cunha            | "Longe do Mundo"                  | ✔                   | ✔                   | ✔                   | ✔                   | 86%   |
| 11    | Joaquim Cunha           | "Ouvi Dizer"                      | ✔                   | ✔                   | ✔                   | ✔                   | 85%   |
| 12    | Sílvia Rocha            | "Counting Stars"                  | ✗                   | ✗                   | ✗                   | ✗                   | 14%   |
| 13    | Flávio Santos           | "Don't Let the Sun Go Down on Me" | ✔                   | ✔                   | ✔                   | ✔                   | 79%   |

## Top 20
Legenda
✔ – Jurado(a) votou "Sim"
✗ – Jurado(a) votou "Não"
     Concorrente avançou para a fase seguinte
     Concorrente foi submetido(a) ao salvamento dos jurados
     Concorrente atuou na 2.ª oportunidade
     Concorrente não avançou para a fase seguinte e foi eliminado(a)

### 4.º episódio: Duelos, Parte 1
| Ordem                  | Concorrente     | Canção                 | Votação dos jurados | Votação dos jurados | Votação dos jurados | Votação dos jurados | Total |
| Ordem                  | Concorrente     | Canção                 | Rita                | Carlão              | Pedro               | Cuca                | Total |
| ---------------------- | --------------- | ---------------------- | ------------------- | ------------------- | ------------------- | ------------------- | ----- |
| 1                      | Flávia Neto     | "You've Got the Love"  | ✔                   | ✔                   | ✗                   | ✗                   | 49%   |
| 1                      | Vasco Duarte    | "Chaga"                | ✔                   | ✔                   | ✔                   | ✔                   | 90%   |
| 2                      | Irina Furtado   | "Sex on Fire"          | ✔                   | ✔                   | ✔                   | ✗                   | 73%   |
| 2                      | Martim Almeida  | "Frágil"               | ✔                   | ✔                   | ✔                   | ✔                   | 83%   |
| 3                      | Los Romeros     | "Bandoleiro"           | ✔                   | ✔                   | ✔                   | ✔                   | 85%   |
| 3                      | Bruno Ribeiro   | "Feeling Good"         | ✔                   | ✔                   | ✔                   | ✔                   | 86%   |
| 4                      | Rúben Xavier    | "Cavaleiro Andante"    | ✔                   | ✗                   | ✔                   | ✔                   | 68%   |
| 4                      | Fernando Brites | "Sunday Bloody Sunday" | ✗                   | ✗                   | ✗                   | ✗                   | 33%   |
| 5                      | Jéssica Sousa   | "Wrecking Ball"        | ✗                   | ✔                   | ✔                   | ✗                   | 47%   |
| 5                      | Mickael Salgado | "All of Me"            | ✔                   | ✔                   | ✔                   | ✔                   | 91%   |
| Salvamento dos jurados |                 |                        |                     |                     |                     |                     |       |
| 1                      | Flávia Neto     | Sem canção             | 7%                  | 7%                  | —                   | —                   | 63%   |
| 2                      | Fernando Brites | Sem canção             | —                   | —                   | —                   | 7%                  | 40%   |
| 3                      | Irina Furtado   | Sem canção             | 7%                  | —                   | 7%                  | 7%                  | 94%   |
| 4                      | Jéssica Sousa   | Sem canção             | —                   | —                   | —                   | —                   | 47%   |
| 5                      | Los Romeros     | Sem canção             | —                   | 7%                  | 7%                  | —                   | 99%   |
| 2.ª Oportunidade       |                 |                        |                     |                     |                     |                     |       |
| 1                      | Los Romeros     | "Bandoleiro"           | Sem votação         | Sem votação         | Sem votação         | Sem votação         | 80%   |
| 2                      | Irina Furtado   | "Sex on Fire"          | Sem votação         | Sem votação         | Sem votação         | Sem votação         | 63%   |

### 5.º episódio: Duelos, Parte 2
| Ordem                  | Concorrente       | Canção                            | Votação dos jurados | Votação dos jurados | Votação dos jurados | Votação dos jurados | Total  |
| Ordem                  | Concorrente       | Canção                            | Rita                | Carlão              | Pedro               | Cuca                | Total  |
| ---------------------- | ----------------- | --------------------------------- | ------------------- | ------------------- | ------------------- | ------------------- | ------ |
| 1                      | Bruno Correia     | "I Believe I Can Fly"             | ✔                   | ✔                   | ✔                   | ✔                   | 90%    |
| 1                      | Miguel Rodrigues  | "Feiticeira"                      | ✗                   | ✗                   | ✗                   | ✗                   | 35%    |
| 2                      | Daniela Costa     | "Proud Mary"                      | ✔                   | ✔                   | ✔                   | ✔                   | 81%    |
| 2                      | Ana Benevides     | "Lusitana Paixão"                 | ✔                   | ✔                   | ✔                   | ✔                   | 87%    |
| 3                      | Nelson Sousa      | "When I Was Your Man"             | ✔                   | ✔                   | ✔                   | ✔                   | 86,67% |
| 3                      | Inês Ramos        | "Royals"                          | ✔                   | ✔                   | ✔                   | ✔                   | 86,20% |
| 4                      | Joaquim Cunha     | "How to Save a Life"              | ✔                   | ✔                   | ✔                   | ✔                   | 81%    |
| 4                      | Gonçalo Lopes     | "Fazer o Que Ainda Não foi Feito" | ✔                   | ✔                   | ✔                   | ✔                   | 83%    |
| 5                      | Alexandra Carrera | "A Thousand Years"                | ✗                   | ✗                   | ✗                   | ✗                   | 30%    |
| 5                      | Carina Cunha      | "Grita, Sente"                    | ✔                   | ✔                   | ✔                   | ✔                   | 89%    |
| Salvamento dos jurados |                   |                                   |                     |                     |                     |                     |        |
| 1                      | Alexandra Carrera | Sem canção                        | —                   | —                   | —                   | —                   | 30%    |
| 2                      | Daniela Costa     | Sem canção                        | 7%                  | 7%                  | —                   | 7%                  | 102%   |
| 3                      | Inês Ramos        | Sem canção                        | 7%                  | 7%                  | 7%                  | —                   | 107%   |
| 4                      | Joaquim Cunha     | Sem canção                        | —                   | —                   | 7%                  | 7%                  | 95%    |
| 5                      | Miguel Rodrigues  | Sem canção                        | —                   | —                   | —                   | —                   | 35%    |
| 2.ª Oportunidade       |                   |                                   |                     |                     |                     |                     |        |
| 1                      | Inês Ramos        | "Royals"                          | Sem votação         | Sem votação         | Sem votação         | Sem votação         | 86%    |
| 2                      | Daniela Costa     | "Proud Mary"                      | Sem votação         | Sem votação         | Sem votação         | Sem votação         | 58%    |

## Top 12
Legenda
✔ – Jurado(a) votou "Sim"
✗ – Jurado(a) votou "Não"
     Concorrente avançou para a fase seguinte
     Concorrente foi submetido(a) ao salvamento dos jurados
     Concorrente atuou na 2.ª oportunidade
     Concorrente não avançou para a fase seguinte e foi eliminado(a)

### 6.º episódio: Solos, Parte 1

#### Repescagem
- O Joaquim Cunha foi salvo num Duelo de 2.ª Oportunidade contra a Flávia Neto, no mesmo episódio em que ocorreu também a 3.ª Fase. Por isso, não teve de participar e passou diretamente para a 4.ª fase.

| Ordem | Concorrente   | Canção              | Resultado |
| ----- | ------------- | ------------------- | --------- |
| 1     | Joaquim Cunha | "Use Somebody"      | 73%       |
| 2     | Flávia Neto   | "Criatura da Noite" | 62%       |

#### Solos
| Ordem                  | Concorrente     | Canção                   | Votação dos jurados | Votação dos jurados | Votação dos jurados | Votação dos jurados | Total |
| Ordem                  | Concorrente     | Canção                   | Rita                | Carlão              | Pedro               | Cuca                | Total |
| ---------------------- | --------------- | ------------------------ | ------------------- | ------------------- | ------------------- | ------------------- | ----- |
| 1                      | Mickael Salgado | "Perdóname"              | ✔                   | ✔                   | ✔                   | ✔                   | 90%   |
| 2                      | Inês Ramos      | "Who Knew"               | ✗                   | ✗                   | ✗                   | ✗                   | 40%   |
| 3                      | Nelson Sousa    | "A Minha Música"         | ✔                   | ✔                   | ✔                   | ✔                   | 91%   |
| 4                      | Bruno Correia   | "Listen"                 | ✔                   | ✔                   | ✔                   | ✔                   | 91%   |
| 5                      | Los Romeros     | "A Fuego Lento"          | ✔                   | ✔                   | ✔                   | ✔                   | 83%   |
| 6                      | Bruno Ribeiro   | "Gaivota"                | ✔                   | ✔                   | ✔                   | ✔                   | 90%   |
| 7                      | Carina Cunha    | "Nothing Left to Say"    | ✔                   | ✔                   | ✔                   | ✗                   | 80%   |
| 8                      | Rúben Xavier    | "Para Ti Maria"          | ✗                   | ✗                   | ✗                   | ✗                   | 50%   |
| 9                      | Martim Almeida  | "Bad Case of Loving You" | ✔                   | ✔                   | ✔                   | ✔                   | 87%   |
| 10                     | Ana Benevides   | "Beautiful"              | ✗                   | ✗                   | ✗                   | ✗                   | 41%   |
| 11                     | Vasco Duarte    | "Rolling in the Deep"    | ✔                   | ✔                   | ✔                   | ✔                   | 83%   |
| 12                     | Gonçalo Lopes   | "Easy"                   | ✔                   | ✔                   | ✔                   | ✔                   | 84%   |
| Salvamento dos jurados |                 |                          |                     |                     |                     |                     |       |
| 1                      | Ana Benevides   | Sem canção               | —                   | —                   | —                   | —                   | 41%   |
| 2                      | Inês Ramos      | Sem canção               | 7%                  | 7%                  | 7%                  | 7%                  | 68%   |
| 3                      | Rúben Xavier    | Sem canção               | 7%                  | 7%                  | 7%                  | 7%                  | 78%   |

### 7.º episódio: Duelos, Parte 3
| Ordem                  | Concorrente     | Canção                        | Votação dos jurados | Votação dos jurados | Votação dos jurados | Votação dos jurados | Total |
| Ordem                  | Concorrente     | Canção                        | Rita                | Carlão              | Pedro               | Cuca                | Total |
| ---------------------- | --------------- | ----------------------------- | ------------------- | ------------------- | ------------------- | ------------------- | ----- |
| 1                      | Mickael Salgado | "Con te partirò"              | ✔                   | ✔                   | ✔                   | ✔                   | 88%   |
| 1                      | Los Romeros     | "Tudo O Que Eu Te Dou"        | ✔                   | ✗                   | ✔                   | ✔                   | 76%   |
| 2                      | Bruno Ribeiro   | "Cry Me a River"              | ✔                   | ✔                   | ✔                   | ✗                   | 60%   |
| 2                      | Martim Almeida  | "You Shook Me All Night Long" | ✔                   | ✔                   | ✔                   | ✔                   | 83%   |
| 3                      | Vasco Duarte    | "Superstition"                | ✗                   | ✔                   | ✗                   | ✔                   | 58%   |
| 3                      | Inês Ramos      | "É Isso Aí"                   | ✗                   | ✔                   | ✗                   | ✔                   | 64%   |
| 4                      | Bruno Correia   | "Fame"                        | ✔                   | ✔                   | ✔                   | ✔                   | 82%   |
| 4                      | Joaquim Cunha   | "Circo de Feras"              | ✔                   | ✗                   | ✔                   | ✔                   | 68%   |
| 5                      | Gonçalo Lopes   | "You Give Me Something"       | ✔                   | ✔                   | ✔                   | ✔                   | 86%   |
| 5                      | Nelson Sousa    | "When a Man Loves a Woman"    | ✔                   | ✔                   | ✔                   | ✔                   | 90%   |
| 6                      | Rúben Xavier    | "Don't Stop Me Now"           | ✔                   | ✗                   | ✔                   | ✗                   | 57%   |
| 6                      | Carina Cunha    | "Lágrima"                     | ✗                   | ✔                   | ✔                   | ✔                   | 56%   |
| Salvamento dos jurados |                 |                               |                     |                     |                     |                     |       |
| 1                      | Bruno Ribeiro   | Sem canção                    | 7%                  | 7%                  | 7%                  | 7%                  | 88%   |
| 2                      | Carina Cunha    | Sem canção                    | —                   | —                   | —                   | —                   | 56%   |
| 3                      | Gonçalo Lopes   | Sem canção                    | —                   | 7%                  | —                   | —                   | 93%   |
| 4                      | Joaquim Cunha   | Sem canção                    | —                   | —                   | —                   | —                   | 68%   |
| 5                      | Los Romeros     | Sem canção                    | —                   | —                   | —                   | —                   | 76%   |
| 6                      | Vasco Duarte    | Sem canção                    | 7%                  | —                   | 7%                  | 7%                  | 79%   |
| 2.ª Oportunidade       |                 |                               |                     |                     |                     |                     |       |
| 1                      | Los Romeros     | "Tudo O Que Eu Te Dou"        | Sem votação         | Sem votação         | Sem votação         | Sem votação         | 82%   |
| 2                      | Joaquim Cunha   | "Circo de Feras"              | Sem votação         | Sem votação         | Sem votação         | Sem votação         | 57%   |
| 3                      | Carina Cunha    | "Lágrima"                     | Sem votação         | Sem votação         | Sem votação         | Sem votação         | 50%   |

## Top 10
Legenda
✔ – Jurado(a) votou "Sim"
✗ – Jurado(a) votou "Não"
     Concorrente avançou para a fase seguinte
     Concorrente foi submetido(a) ao salvamento dos jurados
     Concorrente atuou na 2.ª oportunidade
     Concorrente não avançou para a fase seguinte e foi eliminado(a)

### 8.º episódio: Duetos
| Ordem                  | Dupla                          | Canção                  | Votação dos jurados | Votação dos jurados | Votação dos jurados | Votação dos jurados | Total |
| Ordem                  | Dupla                          | Canção                  | Rita                | Carlão              | Pedro               | Cuca                | Total |
| ---------------------- | ------------------------------ | ----------------------- | ------------------- | ------------------- | ------------------- | ------------------- | ----- |
| 1                      | Bruno Correia & Nelson Sousa   | "When You Believe"      | ✔                   | ✔                   | ✔                   | ✔                   | 91%   |
| 2                      | Los Romeros & Mickael Salgado  | "Rosa Branca"           | ✔                   | ✔                   | ✔                   | ✔                   | 86%   |
| 3                      | Inês Ramos & Bruno Ribeiro     | "Just Give Me a Reason" | ✔                   | ✔                   | ✔                   | ✗                   | 78%   |
| 4                      | Gonçalo Lopes & Martim Almeida | "The Best"              | ✔                   | ✔                   | ✔                   | ✔                   | 83%   |
| 5                      | Rúben Xavier & Vasco Duarte    | "Kiss from a Rose"      | ✗                   | ✗                   | ✗                   | ✗                   | 39%   |
| Salvamento dos jurados |                                |                         |                     |                     |                     |                     |       |
| 1                      | Bruno Ribeiro                  | Sem canção              | 7%                  | 7%                  | 7%                  | 7%                  | 106%  |
| 2                      | Inês Ramos                     | Sem canção              | —                   | —                   | —                   | —                   | 78%   |
| 3                      | Rúben Xavier                   | Sem canção              | —                   | —                   | —                   | —                   | 39%   |
| 4                      | Vasco Duarte                   | Sem canção              | 7%                  | 7%                  | 7%                  | 7%                  | 67%   |
| 2.ª Oportunidade       |                                |                         |                     |                     |                     |                     |       |
| 1                      | Vasco Duarte                   | "Chaga"                 | Sem votação         | Sem votação         | Sem votação         | Sem votação         | 86%   |
| 2                      | Rúben Xavier                   | "Estou Além"            | Sem votação         | Sem votação         | Sem votação         | Sem votação         | 67%   |

## Top 9
Legenda
✔ – Jurado(a) votou "Sim"
✗ – Jurado(a) votou "Não"
     Concorrente avançou para a fase seguinte
     Concorrente foi submetido(a) ao salvamento dos jurados
     Concorrente atuou na 2.ª oportunidade
     Concorrente não avançou para a fase seguinte e foi eliminado(a)

### 9.º episódio: Solos, Parte 2
| Ordem                   | Concorrente     | Canção                                  | Votação dos jurados | Votação dos jurados | Votação dos jurados | Votação dos jurados | Total |
| Ordem                   | Concorrente     | Canção                                  | Rita                | Carlão              | Pedro               | Cuca                | Total |
| ----------------------- | --------------- | --------------------------------------- | ------------------- | ------------------- | ------------------- | ------------------- | ----- |
| 1                       | Los Romeros     | "We Found Love"                         | ✔                   | ✔                   | ✔                   | ✔                   | 85%   |
| 2                       | Nelson Sousa    | "Locked Out of Heaven"                  | ✔                   | ✔                   | ✔                   | ✔                   | 83%   |
| 3                       | Mickael Salgado | "I Have a Dream"                        | ✗                   | ✗                   | ✗                   | ✔                   | 60%   |
| 4                       | Vasco Duarte    | "Todo o Tempo do Mundo"                 | ✔                   | ✔                   | ✔                   | ✔                   | 84%   |
| 5                       | Bruno Correia   | "All By Myself"                         | ✔                   | ✔                   | ✔                   | ✔                   | 90%   |
| 6                       | Gonçalo Lopes   | "I Don't Want to Miss a Thing"          | ✔                   | ✔                   | ✔                   | ✔                   | 88%   |
| 7                       | Martim Almeida  | "Signed, Sealed, Delivered (I'm Yours)" | ✔                   | ✔                   | ✔                   | ✔                   | 81%   |
| 8                       | Inês Ramos      | "Eu Sei..."                             | ✔                   | ✔                   | ✔                   | ✔                   | 85%   |
| 9                       | Bruno Ribeiro   | "A Máquina (Acordou)"                   | ✔                   | ✔                   | ✔                   | ✔                   | 85%   |
| Salvamento dos jurados1 |                 |                                         |                     |                     |                     |                     |       |
| 1                       | Martim Almeida  | Sem canção                              | —                   | —                   | 7%                  | —                   | 88%   |
| 2                       | Mickael Salgado | Sem canção                              | —                   | —                   | —                   | 7%                  | 67%   |
| 3                       | Nelson Sousa    | Sem canção                              | 7%                  | —                   | —                   | —                   | 104%  |
| 4                       | Vasco Duarte    | Sem canção                              | —                   | 7%                  | —                   | —                   | 105%  |
| 2.ª Oportunidade        |                 |                                         |                     |                     |                     |                     |       |
| 1                       | Mickael Salgado | "I Have a Dream"                        | Sem votação         | Sem votação         | Sem votação         | Sem votação         | 64%   |
| 2                       | Martim Almeida  | "Signed, Sealed, Delivered (I'm Yours)" | Sem votação         | Sem votação         | Sem votação         | Sem votação         | 73%   |

- 1Nesta gala, os jurados atribuíram 7% a apenas um dos concorrentes em risco.

## Top 8
Legenda
✔ – Jurado(a) votou "Sim"
✗ – Jurado(a) votou "Não"
     Concorrente avançou para a fase seguinte
     Concorrente foi submetido(a) ao salvamento dos jurados
     Concorrente atuou na 2.ª oportunidade
     Concorrente não avançou para a fase seguinte e foi eliminado(a)

### 10.º episódio: Duelos, Parte 4
| Ordem                  | Concorrente    | Canção                      | Votação dos jurados | Votação dos jurados | Votação dos jurados | Votação dos jurados | Total |
| Ordem                  | Concorrente    | Canção                      | Rita                | Carlão              | Pedro               | Cuca                | Total |
| ---------------------- | -------------- | --------------------------- | ------------------- | ------------------- | ------------------- | ------------------- | ----- |
| 1                      | Bruno Correia  | "No Meu Canto"              | ✔                   | ✔                   | ✔                   | ✔                   | 88%   |
| 1                      | Vasco Duarte   | "Rosa Sangue"               | ✔                   | ✔                   | ✔                   | ✔                   | 81%   |
| 2                      | Bruno Ribeiro  | "Desfolhada Portuguesa"     | ✔                   | ✔                   | ✔                   | ✔                   | 83%   |
| 2                      | Gonçalo Lopes  | "Dia D"                     | ✔                   | ✔                   | ✔                   | ✔                   | 84%   |
| 3                      | Los Romeros    | "Seja Agora"                | ✔                   | ✔                   | ✔                   | ✔                   | 80%   |
| 3                      | Inês Ramos     | "Xico"                      | ✔                   | ✔                   | ✔                   | ✔                   | 75%   |
| 4                      | Nelson Sousa   | "Eu Não Sei Quem te Perdeu" | ✔                   | ✔                   | ✗                   | ✗                   | 66%   |
| 4                      | Martim Almeida | "Jardins Proibidos"         | ✔                   | ✔                   | ✗                   | ✔                   | 71%   |
| Salvamento dos jurados |                |                             |                     |                     |                     |                     |       |
| 1                      | Bruno Ribeiro  | Sem canção                  | 7%                  | 7%                  | 7%                  | —                   | 104%  |
| 2                      | Inês Ramos     | Sem canção                  | —                   | —                   | —                   | —                   | 75%   |
| 3                      | Nelson Sousa   | Sem canção                  | 7%                  | 7%                  | 7%                  | 7%                  | 94%   |
| 4                      | Vasco Duarte   | Sem canção                  | —                   | —                   | —                   | 7%                  | 88%   |
| 2.ª Oportunidade       |                |                             |                     |                     |                     |                     |       |
| 1                      | Vasco Duarte   | "Rosa Sangue"               | Sem votação         | Sem votação         | Sem votação         | Sem votação         | 71%   |
| 2                      | Inês Ramos     | "Xico"                      | Sem votação         | Sem votação         | Sem votação         | Sem votação         | 53%   |
| 3                      | Nelson Sousa   | "Eu Não Sei Quem te Perdeu" | Sem votação         | Sem votação         | Sem votação         | Sem votação         | 72%   |

## Top 6
Legenda
✔ – Jurado(a) votou "Sim"
✗ – Jurado(a) votou "Não"
     Concorrente avançou para o duelo de apuração dos finalistas
     Concorrente continua na luta para ser finalista
     Concorrente finalista
     Concorrente não avançou para a fase seguinte e foi eliminado(a)

### 11.º episódio: Semifinais, Parte 1
- Na 1.ª Semifinal, não houve expulsões, pois os restantes concorrentes tiveram mais uma oportunidade na 2.ª Semifinal para passarem à Final.

| Ordem                             | Concorrente    | Canção                          | Votação dos jurados | Votação dos jurados | Votação dos jurados | Votação dos jurados | Total | Posição |
| Ordem                             | Concorrente    | Canção                          | Rita                | Carlão              | Pedro               | Cuca                | Total | Posição |
| --------------------------------- | -------------- | ------------------------------- | ------------------- | ------------------- | ------------------- | ------------------- | ----- | ------- |
| 1                                 | Los Romeros    | "Something's Got a Hold on Me"  | ✔                   | ✔                   | ✔                   | ✔                   | 83%   |         |
| 2                                 | Nelson Sousa   | "A Vida Faz-me Bem"             | ✔                   | ✔                   | ✔                   | ✔                   | 86%   |         |
| 3                                 | Bruno Ribeiro  | "Highway to Hell"               | ✔                   | ✔                   | ✔                   | ✔                   | 75%   |         |
| 4                                 | Bruno Correia  | "Dava Tudo"                     | ✔                   | ✗                   | ✗                   | ✔                   | 74%   |         |
| 5                                 | Martim Almeida | "I Saw Her Standing There"      | ✗                   | ✗                   | ✗                   | ✔                   | 46%   |         |
| 6                                 | Gonçalo Lopes  | "Livin' on a Prayer"            | ✗                   | ✔                   | ✗                   | ✗                   | 55%   |         |
| 7% extra dos jurados2             |                |                                 |                     |                     |                     |                     |       |         |
| 1                                 | Bruno Correia  | Sem canção                      | 7%                  | —                   | —                   | —                   | 81%   | 4.º     |
| 2                                 | Bruno Ribeiro  | Sem canção                      | —                   | 7%                  | —                   | —                   | 82%   | 3.º     |
| 3                                 | Gonçalo Lopes  | Sem canção                      | —                   | —                   | —                   | —                   | 55%   | 5.º     |
| 4                                 | Los Romeros    | Sem canção                      | —                   | —                   | 7%                  | —                   | 90%   | 2.º     |
| 5                                 | Martim Almeida | Sem canção                      | —                   | —                   | —                   | —                   | 46%   | 6.º     |
| 6                                 | Nelson Sousa   | Sem canção                      | —                   | —                   | —                   | 7%                  | 93%   | 1.º     |
| Duelos de apuração dos finalistas |                |                                 |                     |                     |                     |                     |       |         |
| 1                                 | Nelson Sousa   | "Heaven"                        | Sem votação         | Sem votação         | Sem votação         | Sem votação         | 74%   |         |
| 1                                 | Bruno Ribeiro  | "Laços"                         | Sem votação         | Sem votação         | Sem votação         | Sem votação         | 62%   |         |
| 2                                 | Los Romeros    | "Senhora do Mar (Negras Águas)" | Sem votação         | Sem votação         | Sem votação         | Sem votação         | 67%   |         |
| 2                                 | Bruno Correia  | "I Will Always Love You"        | Sem votação         | Sem votação         | Sem votação         | Sem votação         | 74%   |         |

### 12.º episódio: Semifinais, Parte 2
- Na 2.ª Semifinal, como restavam apenas 4 concorrentes, os 4 foram aos duelos (independentemente do resultado que obtivessem na atuação a solo), de onde só 2 passaram para a Final, juntamente com os outros 2 concorrentes apurados na 1.ª Semifinal.

| Ordem                             | Concorrente    | Canção                      | Votação dos jurados | Votação dos jurados | Votação dos jurados | Votação dos jurados | Total | Posição |
| Ordem                             | Concorrente    | Canção                      | Rita                | Carlão              | Pedro               | Cuca                | Total | Posição |
| --------------------------------- | -------------- | --------------------------- | ------------------- | ------------------- | ------------------- | ------------------- | ----- | ------- |
| 1                                 | Bruno Ribeiro  | "Chuva"                     | ✔                   | ✔                   | ✔                   | ✔                   | 79%   |         |
| 2                                 | Los Romeros    | Medley                      | ✔                   | ✔                   | ✔                   | ✔                   | 84%   |         |
| 3                                 | Gonçalo Lopes  | "Anda Comigo Ver os Aviões" | ✔                   | ✔                   | ✗                   | ✗                   | 64%   |         |
| 4                                 | Martim Almeida | "Roxanne"                   | ✔                   | ✔                   | ✔                   | ✔                   | 73%   |         |
| 7% extra dos jurados2             |                |                             |                     |                     |                     |                     |       |         |
| 1                                 | Bruno Ribeiro  | Sem canção                  | 7%                  | 7%                  | —                   | —                   | 93%   | 1.º     |
| 2                                 | Gonçalo Lopes  | Sem canção                  | —                   | —                   | —                   | —                   | 64%   | 4.º     |
| 3                                 | Los Romeros    | Sem canção                  | —                   | —                   | —                   | —                   | 84%   | 3.º     |
| 4                                 | Martim Almeida | Sem canção                  | —                   | —                   | 7%                  | 7%                  | 87%   | 2.º     |
| Duelos de apuração dos finalistas |                |                             |                     |                     |                     |                     |       |         |
| 1                                 | Bruno Ribeiro  | "Somebody to Love"          | Sem votção          | Sem votção          | Sem votção          | Sem votção          | 69%   |         |
| 1                                 | Gonçalo Lopes  | "Eu Estou Aqui"             | Sem votção          | Sem votção          | Sem votção          | Sem votção          | 66%   |         |
| 2                                 | Martim Almeida | "You Can't Hurry Love"      | Sem votção          | Sem votção          | Sem votção          | Sem votção          | 55%   |         |
| 2                                 | Los Romeros    | "Ó Gente da Minha Terra"    | Sem votção          | Sem votção          | Sem votção          | Sem votção          | 72%   |         |

- 2Nesta gala, os jurados atribuíram 7% extra a apenas um dos concorrentes.

## Top 4
Legenda
✔ – Jurado(a) votou "Sim"
✗ – Jurado(a) votou "Não"
     Concorrente avançou para o Duelo Final
     Concorrentes em 3.º lugar
     Concorrente em 2.º lugar
     Concorrente vencedor

### 13.º episódio: A Final
| Ordem                       | Concorrente & Convidado           | Canção              | Votação dos jurados | Votação dos jurados | Votação dos jurados | Votação dos jurados | Total | Posição |
| Ordem                       | Concorrente & Convidado           | Canção              | Rita                | Carlão              | Pedro               | Cuca                | Total | Posição |
| --------------------------- | --------------------------------- | ------------------- | ------------------- | ------------------- | ------------------- | ------------------- | ----- | ------- |
| 1                           | Bruno Correia & Mónica Ferraz     | "Golden Days"       | ✔                   | ✔                   | ✔                   | ✔                   | 86%   |         |
| 2                           | Los Romeros & Miguel Araújo       | "Balada-Astral"     | ✔                   | ✔                   | ✔                   | ✔                   | 78%   |         |
| 3                           | Bruno Ribeiro & Tiago Bettencourt | "Morena"            | ✔                   | ✔                   | ✔                   | ✔                   | 72%   |         |
| 4                           | Nelson Sousa & Miguel Gameiro     | "Dá-me um Abraço"   | ✔                   | ✔                   | ✔                   | ✔                   | 86%   |         |
| 7% extra dos jurados3       |                                   |                     |                     |                     |                     |                     |       |         |
| 1                           | Bruno Correia                     | Sem canção          | —                   | —                   | —                   | —                   | 86%   | 2.º     |
| 2                           | Bruno Ribeiro                     | Sem canção          | —                   | 7%                  | 7%                  | —                   | 86%   | 2.º     |
| 3                           | Los Romeros                       | Sem canção          | —                   | —                   | —                   | —                   | 78%   | 4.º     |
| 4                           | Nelson Sousa                      | Sem canção          | 7%                  | —                   | —                   | 7%                  | 100%  | 1.º     |
| Duelos de apuração do Top 2 |                                   |                     |                     |                     |                     |                     |       |         |
| 1                           | Los Romeros                       | "Man in the Mirror" | ✔                   | ✔                   | ✔                   | ✔                   | 76%   |         |
| 1                           | Nelson Sousa                      | "Crying"            | ✔                   | ✔                   | ✔                   | ✔                   | 81%   |         |
| 2                           | Bruno Ribeiro                     | "Dream On"          | ✔                   | ✔                   | ✔                   | ✔                   | 72%   |         |
| 2                           | Bruno Correia                     | "Unchained Melody"  | ✔                   | ✔                   | ✔                   | ✔                   | 86%   |         |
| Duelo Final                 |                                   |                     |                     |                     |                     |                     |       |         |
| 1                           | Bruno Correia                     | "Hurt"              | Sem votação         | Sem votação         | Sem votação         | Sem votação         | 77%   |         |
| 2                           | Nelson Sousa                      | "Hallelujah"        | Sem votação         | Sem votação         | Sem votação         | Sem votação         | 68%   |         |

- 3Nesta gala, os jurados atribuíram 7% extra a apenas um dos concorrentes.

## Resultados
Legenda
     Venceu o Duelo
     Perdeu o Duelo
     Venceu a Gala
     Foi submetido(a) aos 7% extra dos jurados
     Não atuou
     Eliminado(a) no Salvamento dos jurados
     Eliminado(a) na 2.ª Oportunidade
     Eliminado(a) na Semifinal
     3.º Lugar
     2.º Lugar
     Vencedor
| Fase                                        | Duelos                                                        | Duelos                                                          | Duelo              | Solos                        | Duelos                                                                     | Duetos                                        | Solos                                            | Duelos                                         | Solos                                                                        | Duelos                    | Solos                                              | Duelos                    | Solos                                                | Duelos                    | Duelo Final               |                   |  |  |  |
|                                             |                                                               |                                                                 |                    |                              |                                                                            |                                               |                                                  |                                                |                                                                              |                           |                                                    |                           |                                                      |                           |                           |                   |  |  |  |
| Bruno Correia                               |                                                               | 1.º Duelo 90%                                                   |                    | 1.º 91%                      | 4.º Duelo 82%                                                              | 1.º 91%                                       | 1.º 90%                                          | 1.º Duelo 88%                                  | 4.º 74%                                                                      | 2.º Duelo 74%             |                                                    |                           | 1.º 86%                                              | 2.º Duelo 86%             | Vencedor 77%              |                   |  |  |  |
| Nelson Sousa                                |                                                               | 3.º Duelo 86,67%                                                |                    | 1.º 91%                      | 5.º Duelo 90%                                                              | 1.º 91%                                       | 7.º 83%                                          | 4.º Duelo 66%                                  | 1.º 86%                                                                      | 1.º Duelo 74%             |                                                    |                           | 1.º 86%                                              | 1.º Duelo 81%             | 2.º Lugar 68%             |                   |  |  |  |
| Bruno Ribeiro                               | 3.º Duelo 86%                                                 |                                                                 |                    | 3.º 90%                      | 2.º Duelo 60%                                                              | 4.º 78%                                       | 3.º 85%                                          | 2.º Duelo 83%                                  | 3.º 75%                                                                      | 1.º Duelo 62%             | 2.º 79%                                            | 1.º Duelo 69%             | 4.º 72%                                              | 2.º Duelo 72%             | Eliminado (Top 4)         |                   |  |  |  |
| Los Romeros                                 | 3.º Duelo 85%                                                 |                                                                 |                    | 7. 83%                       | 1.º Duelo 76%                                                              | 2.º 86%                                       | 3.º 85%                                          | 3.º Duelo 80%                                  | 2.º 83%                                                                      | 2.º Duelo 67%             | 1.º 84%                                            | 2.º Duelo 72%             | 3.º 78%                                              | 1.º Duelo 76%             | Eliminados (Top 4)        |                   |  |  |  |
| Gonçalo Lopes                               |                                                               | 4.º Duelo 87%                                                   |                    | 6.º 84%                      | 5.º Duelo 86%                                                              | 3.º 83%                                       | 2.º 88%                                          | 2.º Duelo 84%                                  | 5.º 55%                                                                      |                           | 4.º 64%                                            | 1.º Duelo 66%             | Eliminado (Top 6)                                    | Eliminado (Top 6)         | Eliminado (Top 6)         | Eliminado (Top 6) |  |  |  |
| Martim Almeida                              | 2.º Duelo 83%                                                 |                                                                 |                    | 5.º 87%                      | 2.º Duelo 83%                                                              | 3.º 83%                                       | 8.º 81%                                          | 4.º Duelo 71%                                  | 6.º 46%                                                                      |                           | 3.º 73%                                            | 2.º Duelo 55%             | Eliminado (Top 6)                                    | Eliminado (Top 6)         | Eliminado (Top 6)         | Eliminado (Top 6) |  |  |  |
| Vasco Duarte                                | 1.º Duelo 90%                                                 |                                                                 |                    | 7. 83%                       | 3.º Duelo 58%                                                              | 5.º 39%                                       | 6.º 84%                                          | 1.º Duelo 81%                                  | Eliminado (Top 8)                                                            | Eliminado (Top 8)         | Eliminado (Top 8)                                  | Eliminado (Top 8)         | Eliminado (Top 8)                                    | Eliminado (Top 8)         | Eliminado (Top 8)         |                   |  |  |  |
| Inês Ramos                                  |                                                               | 3.º Duelo 86,20%                                                |                    | 12.º 40%                     | 3.º Duelo 64%                                                              | 4.º 78%                                       | 3.º 85%                                          | 3.º Duelo 75%                                  | Eliminada (Top 8)                                                            | Eliminada (Top 8)         | Eliminada (Top 8)                                  | Eliminada (Top 8)         | Eliminada (Top 8)                                    | Eliminada (Top 8)         | Eliminada (Top 8)         |                   |  |  |  |
| Mickael Salgado                             | 5.º Duelo 91%                                                 |                                                                 |                    | 3.º 90%                      | 1.º Duelo 88%                                                              | 2.º 86%                                       | 9.º 60%                                          | Eliminado (Top 9)                              | Eliminado (Top 9)                                                            | Eliminado (Top 9)         | Eliminado (Top 9)                                  | Eliminado (Top 9)         | Eliminado (Top 9)                                    | Eliminado (Top 9)         | Eliminado (Top 9)         |                   |  |  |  |
| Rúben Xavier                                | 4.º Duelo 68%                                                 |                                                                 |                    | 10.º 50%                     | 6.º Duelo 57%                                                              | 5.º 39%                                       | Eliminado (Top 10)                               | Eliminado (Top 10)                             | Eliminado (Top 10)                                                           | Eliminado (Top 10)        | Eliminado (Top 10)                                 | Eliminado (Top 10)        | Eliminado (Top 10)                                   | Eliminado (Top 10)        | Eliminado (Top 10)        |                   |  |  |  |
| Joaquim Cunha                               |                                                               | 4.º Duelo 81%                                                   | 1.º 73%            |                              | 4.º Duelo 68%                                                              | Re-eliminado (Top 12)                         | Re-eliminado (Top 12)                            | Re-eliminado (Top 12)                          | Re-eliminado (Top 12)                                                        | Re-eliminado (Top 12)     | Re-eliminado (Top 12)                              | Re-eliminado (Top 12)     | Re-eliminado (Top 12)                                | Re-eliminado (Top 12)     | Re-eliminado (Top 12)     |                   |  |  |  |
| Carina Cunha                                |                                                               | 5.º Duelo 89%                                                   |                    | 9.º 80%                      | 6.º Duelo 56%                                                              | Eliminada (Top 12)                            | Eliminada (Top 12)                               | Eliminada (Top 12)                             | Eliminada (Top 12)                                                           | Eliminada (Top 12)        | Eliminada (Top 12)                                 | Eliminada (Top 12)        | Eliminada (Top 12)                                   | Eliminada (Top 12)        | Eliminada (Top 12)        |                   |  |  |  |
| Ana Benevides                               |                                                               | 2.º Duelo 87%                                                   |                    | 11.º 41%                     | Eliminada (Top 12)                                                         | Eliminada (Top 12)                            | Eliminada (Top 12)                               | Eliminada (Top 12)                             | Eliminada (Top 12)                                                           | Eliminada (Top 12)        | Eliminada (Top 12)                                 | Eliminada (Top 12)        | Eliminada (Top 12)                                   | Eliminada (Top 12)        | Eliminada (Top 12)        |                   |  |  |  |
| Flávia Neto                                 | 1.º Duelo 49%                                                 | Eliminada (Top 20)                                              | 2.º 62%            | Re-eliminada (Repescagem)    | Re-eliminada (Repescagem)                                                  | Re-eliminada (Repescagem)                     | Re-eliminada (Repescagem)                        | Re-eliminada (Repescagem)                      | Re-eliminada (Repescagem)                                                    | Re-eliminada (Repescagem) | Re-eliminada (Repescagem)                          | Re-eliminada (Repescagem) | Re-eliminada (Repescagem)                            | Re-eliminada (Repescagem) | Re-eliminada (Repescagem) |                   |  |  |  |
| Daniela Costa                               |                                                               | 2.º Duelo 81%                                                   | Eliminada (Top 20) | Eliminada (Top 20)           | Eliminada (Top 20)                                                         | Eliminada (Top 20)                            | Eliminada (Top 20)                               | Eliminada (Top 20)                             | Eliminada (Top 20)                                                           | Eliminada (Top 20)        | Eliminada (Top 20)                                 | Eliminada (Top 20)        | Eliminada (Top 20)                                   | Eliminada (Top 20)        | Eliminada (Top 20)        |                   |  |  |  |
| Alexandra Carrera                           |                                                               | 5.º Duelo 30%                                                   | Eliminada (Top 20) | Eliminada (Top 20)           | Eliminada (Top 20)                                                         | Eliminada (Top 20)                            | Eliminada (Top 20)                               | Eliminada (Top 20)                             | Eliminada (Top 20)                                                           | Eliminada (Top 20)        | Eliminada (Top 20)                                 | Eliminada (Top 20)        | Eliminada (Top 20)                                   | Eliminada (Top 20)        | Eliminada (Top 20)        |                   |  |  |  |
| Miguel Rodrigues                            |                                                               | 1.º Duelo 35%                                                   | Eliminado (Top 20) | Eliminado (Top 20)           | Eliminado (Top 20)                                                         | Eliminado (Top 20)                            | Eliminado (Top 20)                               | Eliminado (Top 20)                             | Eliminado (Top 20)                                                           | Eliminado (Top 20)        | Eliminado (Top 20)                                 | Eliminado (Top 20)        | Eliminado (Top 20)                                   | Eliminado (Top 20)        | Eliminado (Top 20)        |                   |  |  |  |
| Irina Furtado                               | 2.º Duelo 73%                                                 | Eliminada (Top 20)                                              | Eliminada (Top 20) | Eliminada (Top 20)           | Eliminada (Top 20)                                                         | Eliminada (Top 20)                            | Eliminada (Top 20)                               | Eliminada (Top 20)                             | Eliminada (Top 20)                                                           | Eliminada (Top 20)        | Eliminada (Top 20)                                 | Eliminada (Top 20)        | Eliminada (Top 20)                                   | Eliminada (Top 20)        | Eliminada (Top 20)        |                   |  |  |  |
| Fernando Brites                             | 4.º Duelo 33%                                                 | Eliminado (Top 20)                                              | Eliminado (Top 20) | Eliminado (Top 20)           | Eliminado (Top 20)                                                         | Eliminado (Top 20)                            | Eliminado (Top 20)                               | Eliminado (Top 20)                             | Eliminado (Top 20)                                                           | Eliminado (Top 20)        | Eliminado (Top 20)                                 | Eliminado (Top 20)        | Eliminado (Top 20)                                   | Eliminado (Top 20)        | Eliminado (Top 20)        |                   |  |  |  |
| Jéssica Sousa                               | 5.º Duelo 47%                                                 | Eliminada (Top 20)                                              | Eliminada (Top 20) | Eliminada (Top 20)           | Eliminada (Top 20)                                                         | Eliminada (Top 20)                            | Eliminada (Top 20)                               | Eliminada (Top 20)                             | Eliminada (Top 20)                                                           | Eliminada (Top 20)        | Eliminada (Top 20)                                 | Eliminada (Top 20)        | Eliminada (Top 20)                                   | Eliminada (Top 20)        | Eliminada (Top 20)        |                   |  |  |  |
|                                             |                                                               |                                                                 |                    |                              |                                                                            |                                               |                                                  |                                                |                                                                              |                           |                                                    |                           |                                                      |                           |                           |                   |  |  |  |
| Concorrentes em risco (antes dos 7% extra)  | Fernando 33%, Flávia 49%, Irina 73%, Jéssica 47%, Romeros 85% | Alexandra 30%, Daniela 81%, Inês 86%, Joaquim 81%, Miguel 35%   | Sem salvamento     | Ana 41%, Inês 40%, Rúben 50% | Bruno R. 60%, Carina 56%, Gonçalo 86%, Joaquim 68%, Romeros 76%, Vasco 58% | Bruno R. 78%, Inês 78%, Rúben 39%, Vasco 39%  | Martim 81%, Mickael 60%, Nelson 83%, Vasco 84%   | Bruno R. 83%, Inês 75%, Nelson 66%, Vasco 81%  | Bruno C. 74%, Bruno R. 75%, Gonçalo 55%, Martim 46%, Nelson 86%, Romeros 85% | Sem 7% extra              | Bruno R. 79%, Gonçalo 64%, Martim 73%, Romeros 84% | Sem 7% extra              | Bruno C. 86%, Bruno R. 72%, Nelson 86%, Romeros 78%  | Sem 7% extra              | Sem 7% extra              |                   |  |  |  |
| 7% extra da Rita                            | Flávia, Irina                                                 | Daniela, Inês                                                   | Sem salvamento     | Inês, Rúben                  | Bruno R., Vasco                                                            | Bruno R., Vasco                               | Nelson                                           | Bruno R., Nelson                               | Bruno C.                                                                     | Sem 7% extra              | Bruno R.                                           | Sem 7% extra              | Nelson                                               | Sem 7% extra              | Sem 7% extra              |                   |  |  |  |
| 7% extra do Carlão                          | Flávia, Romeros                                               | Daniela, Inês                                                   | Sem salvamento     | Inês, Rúben                  | Bruno R., Gonçalo                                                          | Bruno R., Vasco                               | Vasco                                            | Bruno R., Nelson                               | Bruno R.                                                                     | Sem 7% extra              | Bruno R.                                           | Sem 7% extra              | Bruno R.                                             | Sem 7% extra              | Sem 7% extra              |                   |  |  |  |
| 7% extra do Pedro                           | Irina, Romeros                                                | Inês, Joaquim                                                   | Sem salvamento     | Inês, Rúben                  | Bruno R., Vasco                                                            | Bruno R., Vasco                               | Martim                                           | Bruno R., Nelson                               | Romeros                                                                      | Sem 7% extra              | Martim                                             | Sem 7% extra              | Bruno R.                                             | Sem 7% extra              | Sem 7% extra              |                   |  |  |  |
| 7% extra da Cuca                            | Fernando, Irina                                               | Daniela, Joaquim                                                | Sem salvamento     | Inês, Rúben                  | Bruno R., Vasco                                                            | Bruno R., Vasco                               | Mickael                                          | Nelson, Vasco                                  | Nelson                                                                       | Sem 7% extra              | Martim                                             | Sem 7% extra              | Nelson                                               | Sem 7% extra              | Sem 7% extra              |                   |  |  |  |
| Concorrentes em risco (depois dos 7% extra) | Fernando 40%, Flávia 63%, Irina 94%, Jéssica 47%, Romeros 99% | Alexandra 30%, Daniela 102%, Inês 107%, Joaquim 95%, Miguel 35% | Sem salvamento     | Ana 41%, Inês 68%, Rúben 78% | Bruno R. 88%, Carina 56%, Gonçalo 93%, Joaquim 68%, Romeros 76%, Vasco 79% | Bruno R. 106%, Inês 78%, Rúben 39%, Vasco 67% | Martim 88%, Mickael 67%, Nelson 104%, Vasco 105% | Bruno R. 104%, Inês 75%, Nelson 94%, Vasco 88% | Bruno C. 81%, Bruno R. 82%, Gonçalo 55%, Martim 46%, Nelson 93%, Romeros 90% | Sem 7% extra              | Bruno R. 94%, Gonçalo 64%, Martim 87%, Romeros 84% | Sem 7% extra              | Bruno C. 86%, Bruno R. 86%, Nelson 100%, Romeros 78% | Sem 7% extra              | Sem 7% extra              |                   |  |  |  |
|                                             |                                                               |                                                                 |                    |                              |                                                                            |                                               |                                                  |                                                |                                                                              |                           |                                                    |                           |                                                      |                           |                           |                   |  |  |  |
| 2.ª Oportunidade                            | Irina, Romeros                                                | Daniela, Inês                                                   | Flávia, Joaquim    | nenhum                       | Carina, Joaquim, Romeros                                                   | Rúben, Vasco                                  | Martim, Mickael                                  | Inês, Nelson, Vasco                            | nenhum                                                                       | nenhum                    | nenhum                                             | nenhum                    | nenhum                                               | nenhum                    | nenhum                    |                   |  |  |  |
| Eliminado                                   | Irina Furtado                                                 | Daniela Costa                                                   | Flávia Neto        | Ana Benevides                | Joaquim Cunha                                                              | Rúben Xavier                                  | Mickael Salgado                                  | Vasco Duarte                                   | Sem eliminação                                                               | Sem eliminação            | Sem eliminação                                     | Gonçalo Lopes             | Sem eliminação                                       | Bruno Ribeiro             | Nelson Sousa              |                   |  |  |  |
| Eliminado                                   | Flávia Neto                                                   | Joaquim Cunha                                                   | Flávia Neto        | Ana Benevides                | Joaquim Cunha                                                              | Rúben Xavier                                  | Mickael Salgado                                  | Vasco Duarte                                   | Sem eliminação                                                               | Sem eliminação            | Sem eliminação                                     | Gonçalo Lopes             | Sem eliminação                                       | Bruno Ribeiro             | Nelson Sousa              |                   |  |  |  |
| Eliminado                                   | Jéssica Santos                                                | Miguel Rodrigues                                                | Flávia Neto        | Ana Benevides                | Carina Cunha                                                               | Rúben Xavier                                  | Mickael Salgado                                  | Inês Ramos                                     | Sem eliminação                                                               | Sem eliminação            | Sem eliminação                                     | Martim Almeida            | Sem eliminação                                       | Los Romeros               | Bruno Correia             |                   |  |  |  |
| Eliminado                                   | Fernando Brites                                               | Alexandra Carrera                                               | Flávia Neto        | Ana Benevides                | Carina Cunha                                                               | Rúben Xavier                                  | Mickael Salgado                                  | Inês Ramos                                     | Sem eliminação                                                               | Sem eliminação            | Sem eliminação                                     | Martim Almeida            | Sem eliminação                                       | Los Romeros               | Bruno Correia             |                   |  |  |  |

## Audiências
| Ep.   | Data de exibição | Rating | Share | Fase do programa | Audiência |
| ----- | ---------------- | ------ | ----- | ---------------- | --------- |
| 1     | 4 de Maio        | 14,1%  | 32,7% | Audições         | 1 339 500 |
| 2     | 11 de Maio       | 12,5%  | 28,1% | Audições         | 1 187 500 |
| 3     | 18 de Maio       | 9,8%   | 22,7% | Audições         | 931 000   |
| 4     | 25 de Maio       | 12,2%  | 27,2% | Duelos           | 1 159 000 |
| 5     | 1 de Junho       | 9,7%   | 24,9% | Duelos           | 921 500   |
| 6     | 8 de Junho       | 10,8%  | 26,1% | Solos            | 1 026 000 |
| 7     | 15 de Junho      | 9,9%   | 24,9% | Duelos           | 940 500   |
| 8     | 22 de Junho      | 10,7%  | 21,0% | Duetos           | 1 016 500 |
| 9     | 29 de Junho      | 9,9%   | 22,6% | Solos            | 940 500   |
| 10    | 6 de Julho       | 9,9%   | 22,8% | Duelos           | 940 500   |
| 11    | 13 de Julho      | 7,9%   | 18,1% | Semifinais       | 750 500   |
| 12    | 20 de Julho      | 9,2%   | 21,7% | Semifinais       | 874 000   |
| 13    | 27 de Julho      | 11,8%  | 29,1% | Final            | 1 121 000 |
| Média | Média            | 10,6%  | 24,8% |                  | 1 007 000 |

- Cada ponto de rating equivale a 95.000 espetadores.